# Rugby Klub 03 Berlin
Der Rugby Klub 03 Berlin e. V., kurz RK 03 Berlin, ist ein Berliner Rugby-Union-Verein. Der Verein ging aus dem Postsportverein-Berlin (Post SV-Berlin), heute Pro Sport Berlin 24, hervor, von dem sich die Rugbyabteilung 2003 aus finanziellen Gründen trennte. Seitdem konnte er drei Mal das Halbfinale der Rugby-Bundesliga erreichen. In der Vorwendezeit spielte der Verein erstklassig und wurde zweimal Vizemeister der DDR.

## Geschichte

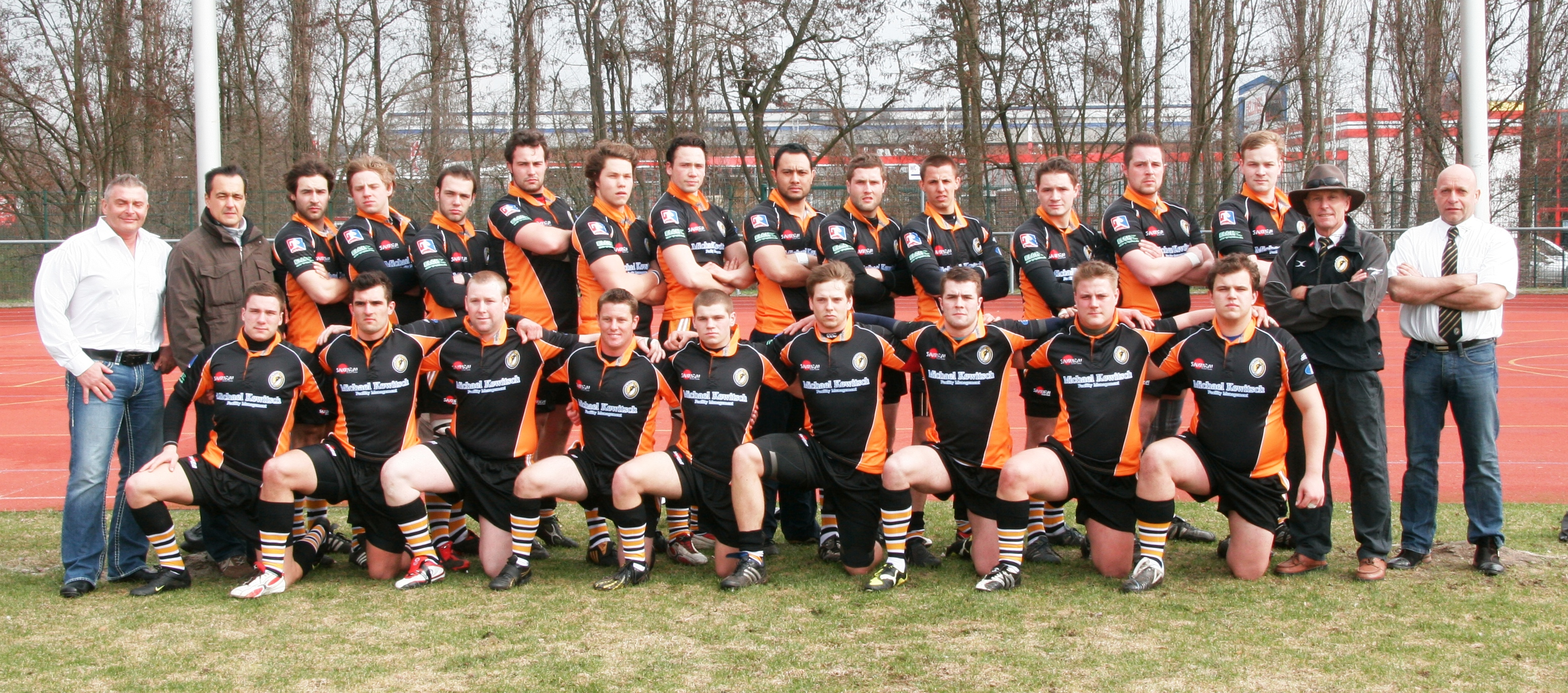
Gruppenfoto der ersten Herrenmannschaft im März 2010

1967 erfolgte die Gründung der Sektion Rugby bei der Betriebssportgemeinschaft Post Berlin. Der Verein spielt seit seiner Gründung auf einem Sportfeld im Stadion Buschallee in Berlin-Weißensee. Seit der Gründung nahm der Verein am Ligabetrieb teil. 1978 begann man im Verein, konsequente Nachwuchsarbeit zu betreiben. In den 1980er Jahren etablierte sich die Mannschaft in der Spitzengruppe der Oberliga, der ersten Liga der DDR. So wurde man von 1984 bis 1988 fünfmal in Folge Dritter in der Meisterschaft. 1989 kam man hinter dem Serienmeister BSG Stahl Hennigsdorf erstmals auf den zweiten Tabellenrang. Viermal stand Post Berlin im Finale um den Pokal des Deutschen Rugby-Sportverbandes der DDR. 1980 verlor man das Endspiel gegen die BSG Lokomotive Wahren Leipzig, 1982, 1986 und 1988 gegen Stahl Hennigsdorf. Gleichzeitig gehörten die Nachwuchsmannschaften Posts zu den stärksten des Landes. 1989 wurden die Junioren DDR-Meister und Pokalsieger, die Jugend Meister, die A-Schüler Pokalsieger und die B-Schüler Meister und Pokalsieger. 1990 wurde das Oberligateam Post Berlins letzter DDR-Vizemeister und schaffte das Erreichen der Bundesligaqualifikation. Aus dem Verein gingen 15 DDR-Nationalspieler hervor.
Nach der politischen Wende spielte die Mannschaft nun als Abteilung des Post SV Berlin zunächst in der 2. Bundesliga. 1992 erfolgte eine Auszeichnung mit dem Grünen Band für vorbildliche Talentförderung im Verein durch die Dresdner Bank. Im selben Jahr kam es zur Gründung einer ersten Frauenmannschaft bei Post Berlin. Mitte der 1990er Jahre stieg Post zweimal in die Regionalliga ab, sodass man drei Spielzeiten (1996, 1997/98 und 1998/99) drittklassig spielte. Nach dem Abstieg aus der 2. Bundesliga 1995 wurde man 1996 mit zwölf Siegen in zwölf Spielen sicherer Erster in der Regionalliga, stieg aber nach nur einer Spielzeit wieder ab. 1998 verzichtete Post trotz sportlicher Qualifikation auf den Wiederaufstieg. Erst nach einer weiteren Regionalligasaison kehrte der Club 1999 in die 2. Bundesliga zurück.
2003 trat die Rugbysektion aus dem Post SV Berlin aus und gründete den selbstständigen Rugby Klub 03 Berlin e. V. In der Saison 2004/2005 gelang erstmals der Aufstieg in die 1. Bundesliga, stieg aber nach nur einer Spielzeit wieder ab. In der Saison 2007/08 gelang der Wiederaufstieg, sodass der RK 03 seit der Spielzeit 2008/09 kontinuierlich erstklassig spielt. Für seine Erfolge in der Jugendarbeit wurde der Verein ein weiteres Mal mit dem Grünen Band ausgezeichnet.
In der Saison 2009/2010 trainierte Philip Stevenson die erste Herrenmannschaft. Stevenson war zuvor Trainer des SC 1880 Frankfurt und Nationaltrainer der deutschen 7er-Herren- und U21-15er-Nationalmannschaft. Im Jahr 2010 hat der Rugby Klub 03 Berlin mehr als 250 Mitglieder, darunter etwa 80 Spieler im Herrenbereich, 100 bei den Schülern und Jugendlichen sowie 20 Frauen. Am 16. Mai 2010 eröffnete man nach umfangreichen Umbaumaßnahmen den Rugbyplatz im Stadion Buschallee. Das Wiedereröffnungsspiel gegen den Lokalrivalen Berliner Rugby Club war der erste Sieg seit zehn Jahren.
Im Juni 2013 richtete der RK 03 Berlin zum ersten Mal die Berlin Sevens, ein 7er-Rugbyturnier mit internationaler Beteiligung, aus. Das Turnier fungierte gleichzeitig als offene Meisterschaft der Landesverbände. Die Titel gewannen die Teams des Rugby-Verbandes Baden-Württemberg und des Hessischen Rugby-Verband. 2014 unterhielt der Verein eine Frauenmannschaft in der Regionalliga Ost, drei Herrenteams (Bundesliga, Regionalliga Ost Staffeln A und B) und jeweils eine Nachwuchsmannschaft jeder Altersklasse.
Der Rugby Klub erreichte in der Saison 2015/2016 erstmals die Teilnahme am Halbfinale zur Deutschen Meisterschaft. Dort unterlag er jedoch gegen den TV Pforzheim 1834. Auch in darauf folgenden Jahr konnte er die Teilnahme am Halbfinale sichern. Erneut verloren die Berliner gegen den TV Pforzheim und verpassten so das Finale im heimischen Stadion Buschallee. Im selben Jahr richtete der RK03 die Deutschen Meisterschaft im 7er Rugby der Frauen aus. 
Zur Saison 2023/24 kehrte Ex-Nationalspieler Falk Duwe, der wenige Jahre zuvor als Spieler zu Hannover 78 gewechselt war, als Trainer im Herrenbereich zurück nach Weißensee. Als Chef- und Spielertrainer betreut er seitdem zusammen mit seinem Team die Herrenteams in der Bundes- und Regionalliga. Nach einer personell schwierigen Saison gelang in der Hinrunde der Saison 2024/25 der erste Derby-Sieg gegen den Berliner Rugby Club seit über 2 Jahren, zur Winterpause steht das Team auf dem 4. Tabellenplatz.
Seit Frühjahr 2024 unterhält der Rugby Klub 03 Berlin auch Mädchenteams in den Altersklassen U15 und U18. In einer Spielgemeinschaft mit dem FC St. Pauli treten sie in der deutschlandweiten Mädchenliga an. 

## Erfolge
als Post Berlin:
- DDR-Oberliga: 2. Platz 1989, 1990
- DDR-Oberliga: 3. Platz 1984, 1985, 1986, 1987, 1988
- DDR-Pokalfinalist: 1980, 1982, 1986, 1988

## Nationalspielern und Nationalspielerinnen
Der Verein und sein Vorläufer stellte mehrfach Nationalspieler für die deutsche Nationalmannschaft, die Rugby-Union-Nationalmannschaft der DDR und die deutsche 7er-Nationalmannschaft:
- Philipp Niemier
- Benjamin Ulrich
- Falk Duwe
- Lukas Hinds-Johnson
- Lukas Rosenthal
- Jerome Ruhnau
- Vivian Bahlmann
- Julia Braun
- Jenni von Knoblauch
- Anke Drexler
- Nicole Schädlich
- Daniela Schlott
- Anne Lormis
- Fredericke Kempter
- Diana Hartmann
- Lina von Knoblauch

Der Verein, als BSG Post, stellte folgende Nationalspieler für die DDR-Nationalmannschaft:
- Harald Lorenz
- Burt Weiß
- Christian Demuth
- Willi Ebel
- Wolfgang Michaelis
- Peter Wieczorek
- Frank Bittermann
- Frank Drenkow
- Thomas Boeck
- Andreas Rakoczy
- Roland Stutz
- Oliver Woeller
- Gert Lieck
- Jörg Pachmann
- Thomas Führer

## Platzierungen
Die letzten Spielzeiten des Clubs:
| Saison  | Liga                   | Ebene | Position | Play-offs     |
| ------- | ---------------------- | ----- | -------- | ------------- |
| 2003/04 | 2. Bundesliga Nord/Ost | II.   | 1.       | Meister       |
| 2004/05 | 1. Bundesliga          | I.    | 7.       | –             |
| 2005/06 | 2. Bundesliga Nord/Ost | II.   | 1.       | Vizemeister   |
| 2006/07 | 2. Bundesliga Nord/Ost | II.   | 2.       | –             |
| 2007/08 | 2. Bundesliga Nord/Ost | II.   | 1.       | Meister       |
| 2008/09 | 1. Bundesliga          | I.    | 8.       | –             |
| 2009/10 | 1. Bundesliga          | I.    | 7.       | –             |
| 2010/11 | 1. Bundesliga          | I.    | 8.       | –             |
| 2011/12 | 1. Bundesliga          | I.    | 8.       | –             |
| 2012/13 | 1. Bundesliga Ost      | I.    | 2.       | –             |
| 2012/13 | Meisterrunde Nord/Ost  | I.    | 3.       | Viertelfinale |
| 2013/14 | 1. Bundesliga Ost      | I.    | 2.       |               |
| 2013/14 | Meisterrunde Nord/Ost  | I.    | 3.       | Viertelfinale |
| 2014/15 | 1. Bundesliga Ost      | I.    | 1.       |               |
| 2014/15 | Meisterrunde Nord/Ost  | I.    | 2.       | Viertelfinale |
| 2015/16 | 1. Bundesliga Nord/Ost | I.    | 1.       | Halbfinale    |
| 2016/17 | 1. Bundesliga Nord/Ost | I.    | 1.       | Halbfinale    |
| 2017/18 | 1. Bundesliga Nord/Ost | I.    | 3.       | –             |
| 2018/19 | 1. Bundesliga Nord/Ost | I.    | 3.       | –             |
| 2019/20 | 1. Bundesliga Nord/Ost | I.    |          | abgebrochen   |
| 2021/22 | 1. Bundesliga Nord/Ost | I.    | 2.       | Halbfinale    |
| 2022/23 | 1. Bundesliga Nord/Ost | I.    | 6.       | –             |
| 2023/24 | 1. Bundesliga Nord/Ost | I.    | 7.       | –             |